# Iridomyrmex mapesi
Iridomyrmex mapesi är en myrart som beskrevs av Wilson 1985. Iridomyrmex mapesi ingår i släktet Iridomyrmex och familjen myror. Inga underarter finns listade i Catalogue of Life.